# Popular
"Popular" je pjesma na engleskom jeziku koju je napisao Fredrik Kempe te koju izvodi švedski pjevač Eric Saade. Pjesma je predstavljala Švedsku na Pjesmi Eurovizije 2011. u Düsseldorfu, Njemačka. Pjesma se uspjela plasirati u finale održano 4. svibnja 2011. gdje se plasirala na treće mjesto, iza Azerbejdžana i Italije. To je najbolji plasman ove zemlje u ovom desetljeću.
Singl je izdat 4. ožujka 2011. prije nacionalnog finala za Euroviziju te se plasirao na vrh službene glazbene ljestvice u Švedskoj. Na kraju je dostigao platinusmku nakladu, za prodaju od 40,000 kopija.

## Glazbeni video
Glazbeni video za pjesmu su režirali Mikeadelica i izdat je na YouTubu 4. travnja 2011.

## Popis pjesama
- Digitalni download #1

1. "Popular" – 3:00

- Digitalni download #2

1. "Popular" (Remix s albuma) – 3:08

- Digital download #3

1. "Popular" (Spora verzija) – 3:15

### Ljestvice
| Ljestvica (2011.) | Pozicija |
| ----------------- | -------- |
| Švedska           | 1        |